# グラム染色

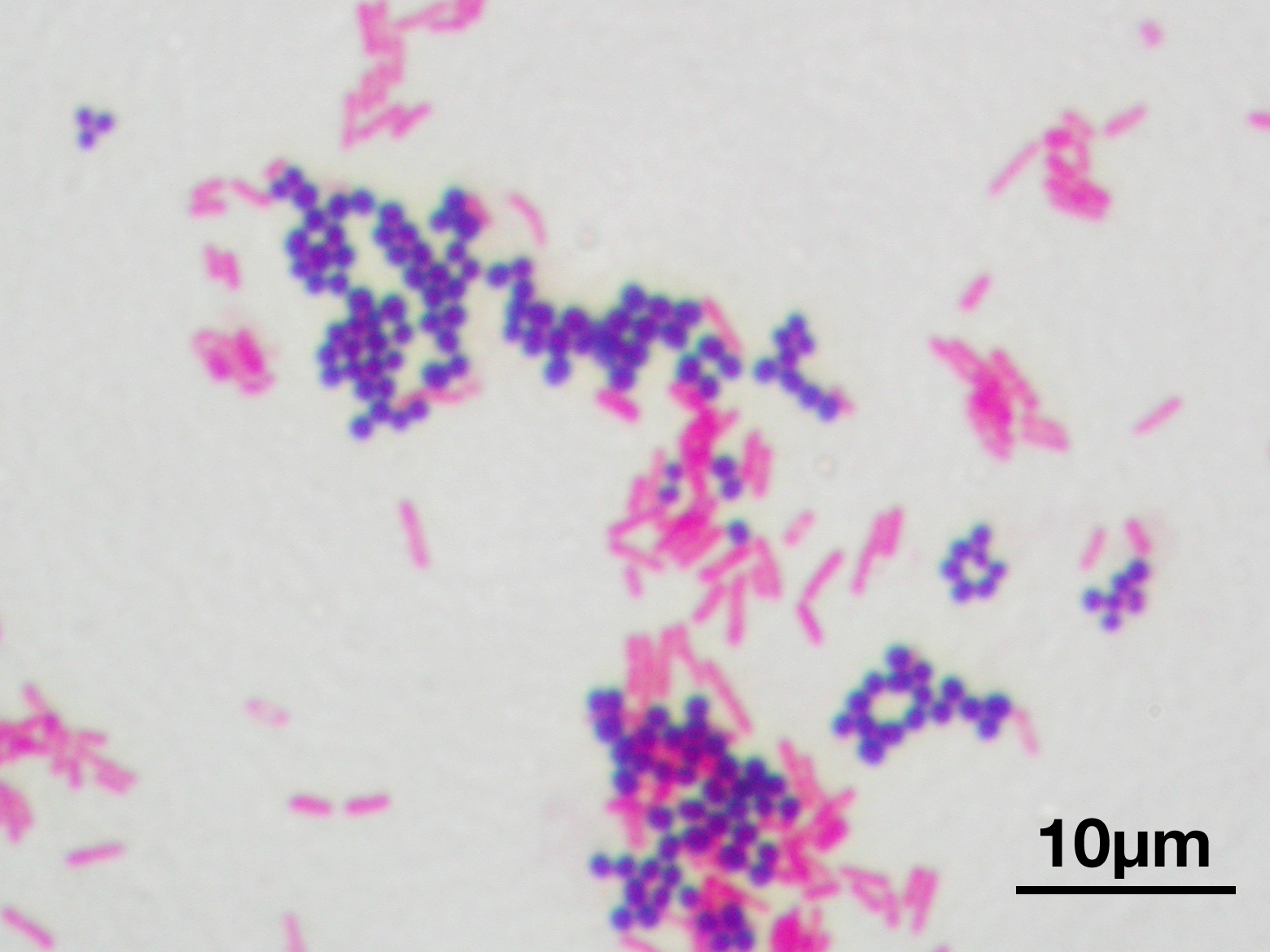
グラム陽性球菌（黄色ブドウ球菌、紫）とグラム陰性桿菌（大腸菌、赤）のグラム染色像

グラム染色（グラムせんしょく、英語: Gram staining）とは、主として細菌類を色素によって染色する方法の一つで、細菌を分類する基準の一つ。デンマークの学者ハンス・グラムによって発明された。

## 概要
グラム染色によって細菌類は大きく2種類に大別される。染色によって紫色に染まるものをグラム陽性、紫色に染まらず赤く見えるものをグラム陰性という。この染色性の違いは細胞壁の構造の違いによる。グラム陽性はペプチドグリカン層が厚く、グラム陰性はペプチドグリカン層が薄く、さらに外膜を有する。そしてこの細胞壁の構造の違いは、この両者が生物学的に大きく違うことを反映しており、グラム染色は細菌を分類する上で重要な手法になっている。
グラム陰性菌は、その外膜が莢膜や粘液層で覆われた構造となっているものが多く、例外はあるものの、一般的な傾向としては相対的に病原性が高い。このような構造は細菌細胞の抗原を隠しカモフラージュするように働く。人間の免疫系は異物を抗原により認識するから、抗原が隠されると、侵入してきたものを人体が探知するのが難しくなる。莢膜の存在はしばしば病原菌の毒性を高める。さらに、グラム陰性菌は外膜にリポ多糖類である内毒素を持っているが、これが炎症を悪化させ、ひどい場合には敗血症性ショックを引き起こすこともある。
グラム陽性菌は一般的には相対的にそれほど危険ではない。これは人体がペプチドグリカンを持たず、従ってグラム陽性菌のペプチドグリカン層にダメージを与える酵素を作る能力を持っているからである。また、グラム陽性菌はペニシリンなどのβ-ラクタム系抗生物質に対する感受性が高いことが多い。なお、こういった傾向に対する例外としては結核菌やノカルジア菌などの放線菌・糸状菌などが知られている。
光学顕微鏡を使って細菌の形態を観察することは、細菌を同定するための第一歩である。しかし、スライドグラスに塗抹した細菌をそのまま観察しても細菌以外のものとの見分けが付きにくいため、通常は染色を施すことが多い。グラム染色は二種類の色素を使って染め分ける点では、一種類の色素によるもの（単染色）より複雑な染色法であるが、その操作自体は比較的容易であり、しかも細菌の大きさ、形状、配列に加えて、グラム染色性（＝細胞壁構造の違い）の情報まで得られる。このため、細菌の鑑別の際にはまず最初に必ず行われる基本的な同定法である。

## 基本的な方法
1. きれいなスライドグラスに、新しく分離培養した菌を含む菌液を、白金耳などで薄く曇る程度に塗抹し、乾燥後、ガスバーナーの火炎中を2-3回通過させて固定する。古い培養液では、グラム陽性菌であっても死んでしまっていて染まらない場合があるため、必ず新しく分離培養したものを用いる。
2. クリスタルバイオレットまたはゲンチアナバイオレットなどの塩基性の紫色色素液で1分程度染色する。この段階では、菌はグラム陽性と陰性に関わらず紫色に染まる。
3. ルゴール液（ヨウ素−ヨウ化カリウム溶液）で色素液を洗い流すようにして1分間処理する。この処理で色素が不溶化される。
4. 1分間水洗した後、過剰の水分を除く。
5. 95%エタノールで、手早く、色素が浮き上がってこなくなるまで脱色する。この段階でグラム陰性菌だけが脱色される。
6. ただちに水洗し、風乾する。
7. サフラニンまたはフクシンなどの赤色色素で1分程度染色する（対比染色）。この処理で両方の菌は赤染されるが、グラム陽性菌は先に染めた紫色が残っているため変化はない。
8. 乾燥後、光学顕微鏡で観察する。グラム陽性菌は濃紫色、グラム陰性菌は赤色に染まって見える。

- グラム染色で失敗する場合、その多くはエタノールによる脱色の過剰で、この場合グラム陽性菌が陰性に見えてしまう。こうした判定のミスを予防するために、操作に慣れるまでは対照となる検体（例えばグラム陰性の対照に大腸菌、グラム陽性の対照にブドウ球菌）を同じスライドグラス上で一緒に染色して、染まり方を確認するのが薦められる。

- 後染色はサフラニンによる方法（Huckerの変法）が標準的であるが、サフラニンは一部の細菌の染色態度が良くないので、臨床診断で用いる場合には、可能ならばフクシンを用いることが推奨されている。ベッドサイドや臨床検査部などではヨウ素処理と脱色を一つの液にまとめ、サフラニンをフクシンに代えた迅速法（商品名フェイバーGなど）が用いられることが多い。この場合、媒染脱色液はエタノールと同じ扱いになる。染色態度はHuckerの変法に劣らず、かかる時間は短い。

## 染色原理

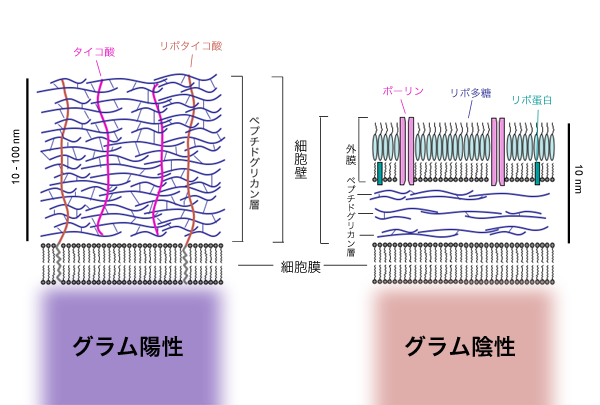
真正細菌の細胞壁

これまでグラム染色性の違いは、細菌の細胞壁の構造によると考えられてきた。グラム陽性菌の細胞壁が、一層の厚いペプチドグリカン層から構成されているのに対し、グラム陰性菌では、何層かの薄いペプチドグリカン層の外側を、外膜と呼ばれる、リポ多糖（リポポリサッカライド　LPS）を含んだ脂質二重膜が覆う形となっている。このため、アルコールなどで処理すると、グラム陰性菌の外膜は容易に壊れ、また内部のペプチドグリカン層が薄いために、細胞質内部の不溶化した色素が容易に漏出して脱色される。グラム陽性菌ではこの漏出が少なく、脱色されないまま色素が残る。
2015年にMichael J. Wilhelmらは、染色に用いられるクリスタルバイオレットは細胞質内部まで浸透出来ず、大部分がペプチドグリカン層にトラップされると説明している。グラム陽性菌ではペプチドグリカン層が厚いため色素の漏出が少ないが、グラム陰性菌はペプチドグリカン層が薄く、エタノール洗浄で容易に色素が漏出、脱色しうる。これは長い間考えられてきたグラム染色の原理に一石を投じるものであり、注目に値する。
なお、元から細胞壁を持たないマイコプラズマやファイトプラズマはグラム陰性である。また、抗酸菌はグラム不定性を示すが、これは抗酸菌の細胞壁にミコール酸と呼ばれるロウ性の脂質が多く含まれているため、水溶性色素の浸透が悪いためである。また、芽胞を作る菌では、芽胞の部分は染色されず透明に見える。

## グラム染色性による分類
代表的な細菌について、グラム染色の結果を示すと以下のようになる。
- グラム陽性
  - 球菌
    - ブドウ球菌属（ブドウの房状に配列する。黄色ブドウ球菌、表皮ブドウ球菌などが含まれる）
    - レンサ球菌属（直鎖状に配列、双球菌、4連、8連球菌など。肺炎球菌、溶血連鎖球菌などが含まれる）

  - 桿菌
    - 芽胞を作る菌：バシラス属（炭疽菌、枯草菌など）とクロストリジウム属（破傷風菌、ボツリヌス菌など）
    - コリネバクテリウム属（ジフテリア菌など）
    - リステリア属
    - 乳酸桿菌（ラクトバシラス属、ビフィドバクテリウム属）
    - プロピオニバクテリウム属（ニキビの原因となるアクネ菌など）
    - 放線菌（アクチノミセス属など）
- グラム陰性
  - 球菌
    - ナイセリア属（淋菌など）
    - ブランハメラ属

  - 桿菌
    - シュードモナス属（緑膿菌など）
    - 腸内細菌科（大腸菌、サルモネラ、赤痢菌、ペスト菌、クレブシエラ属など）
    - レジオネラ（ただし、レジオネラはグラム染色では染色性が良くないので、微生物学的な同定にはヒメネス染色を用いる。)
    - ヘモフィルス属(インフルエンザ菌など)
    - ブルセラ属
    - ボルデテラ属（百日咳菌など）

  - らせん状桿菌
    - ビブリオ属（コンマ状形態をとる：コレラ菌、腸炎ビブリオなど）
    - スピロヘータ、スピリルムなど

  - リケッチア....リケッチア、クラミジアは細胞壁にペプチドグリカンを欠く。
  - クラミジア
  - マイコプラズマ....マイコプラズマは細胞壁そのものを持たないため、染まらない。
- グラム不定性
  - 抗酸菌（分類上は放線菌に近くグラム陽性：結核菌、らい菌など）

なお、グラム染色法自体は真正細菌以外の細胞にも行うことが可能であり、その場合、細胞壁の有無によって染色性が決まる。動物細胞はグラム陰性に、植物細胞や真菌細胞はグラム陽性に染まる。一般的な古細菌は、S層と呼ばれる細胞壁を持つがグラム陰性である。その他、一部のシュードムレインを持つ古細菌（メタノピュルス綱、メタノバクテリウム綱など）や、大型のウイルス（ミミウイルス）もグラム陽性に染まる。しかしながら、これらは真正細菌の細胞壁合成を阻害するペニシリンなどの抗生物質に対し非感受性である。